# سن آنتونیو، پاراگوئه
سن آنتونیو، پاراگوئه (به اسپانیایی: San Antonio) شهری در کشور پاراگوئه، ناحیه مرکزی است که جمعیت آن در سرشماری سال ۲۰۰۲ میلادی ۳۷٫۷۹۵ نفر بوده‌است.